# Roland Martin
Pour les articles homonymes, voir Martin.
Roland Martin (15 avril 1912 à Chaux-la-Lotière en Haute-Saône - 14 janvier 1997 à Dijon) est un archéologue français, membre de l'École française d'Athènes de 1938 à 1946, et auteur en 1951 d'un ouvrage de référence sur l'agora grecque. Il a reçu en 1981 la médaille d'or du CNRS.